# Левенте
Левенте (угор. Levente; між 1010 та 1015—1047) — член угорської династії Арпадів, син князя Вазула. Вигнаний з Угорщини в 1031 або 1032 році, провів довгий період у Богемії, Польщі та Русі. Повернувся до Угорщини 1046 року під час повстання Вати. Попри те, що Левенте залишався ревним язичником, він не перешкоджав сходженню на трон свого хрещеного брата Андрія.

## Дитинство
Угорські хроніки подають суперечливу інформацію про батьківство Левенте. Згідно з однією версією, Андрій I, Бела I та Левенте були синами Ласло Лисого та його дружини з Русі. Така версія представлена «Ілюстрованою хронікою» XIV століття. З іншого боку, існує версія про те, що вони втрьох були синами князя Вазула та його дружини із роду Татонь.
Сучасні історики, починаючи з досліджень Петера Ваці, погоджуються із другою версією. Проте історики досі сперечаються щодо того, був Левенте старшим чи молодшим сином своїх батьків. Історики XIX століття (Дьюла Паулер, Генрік Марцалі та Янош Карачоньї) вважали, що Левенте був молодшим сином Вазула. Пізніші історики (Балінт Гоман, Емма Бартоніек, Дьєрдь Дьєрффі, Дьюла Крішто та Марта Фонт) посилаються на уривок із «Ілюстрованої хроніки», де йдеться про те, що Левенте мав посісти престол за принципом старшинства, аргументуючи версію, що Левенте був старшим сином у сім'ї. Дьюла Крішто вважає, що Левенте народився між 1010 і 1015 роками. Петер Балінг наводить автентичну «Загребську хроніку», яка повідомляє, що Левенте був другим сином у сім'ї. Історик вважає, що Левенте народився близько 1020 року.

## Вигнання
Левенте, Андрій та Бела покинули Угорщину 1031 або 1032 року, коли їхнього батька осліпили. Спочатку вони проживали в Богемії. Згодом вони переїхали до двору Мешка II в Польщі у 1034 році. Бела залишився там, а Левенте з Андрієм переїхали в Київ до двору князя Ярослава. Там Андрія хрестили, а от Левенте залишився ревним язичником.

## Повернення
Угорська шляхта, незадоволена правлінням короля Петра Орсеоло, який посів престол після Стефана I, вмовляли Левента й Андрія повернутися в Угорщину в 1046 році. Водночас у країні почалося масштабне язичницьке повстання. Повстанці захопили в заручники короля Петра. Угорське дворянство бажало бачити на престолі нового християнського монарха, якого вбачали в Андрієві, а от лідери повстання — язичника Левенте. Проте, як повідомляє «Ілюстрована хроніка», Левенте вирішив відмовитися від корони і добровільно віддав її братові.
Левенте помер 1047 року. Його поховали у селі Такшонь на Дунаї. Це селище назване на честь прадіда Левенте — великого князя Такшоня, який, як повідомляє «Ілюстрована хроніка», похований тут у язичницькій могилі.